# Ab Neyeh
 (juin 2018).
Ab Neyeh (en persan : ابنيه romanisé en Āb Neyeh, Āb Neyh, et en Āb Nīyeh et également connu sous les noms de Ābīān, Avban, et de Āvyān) est un village de la province du Khorasan-e Razavi en Iran. Lors du recensement de 2006, sa population était de 1 052 habitants pour 260 familles.